# نالبندیان، ارمنستان
نالباندیان (به ارمنی: Նալբանդյան) یک روستا در ارمنستان است که در استان آرماویر واقع شده‌است. نالبندیان در ۱۰ کیلومتری جنوب غرب آرماویر، مرکز استان آرماویر واقع شده‌است.

## خصوصیات
نالباندیان ۴٬۸۶۳ نفر جمعیت دارد و در ارتفاع ۸۷۰ متر بالاتر از سطح دریا قرار گرفته‌است.